# Castiglion Fibocchi
Castiglion Fibocchi é uma comuna italiana da região da Toscana, província de Arezzo, com cerca de 1 985 habitantes. Estende-se por uma área de 25 km², tendo uma densidade populacional de 79 hab/km². Faz fronteira com Arezzo, Capolona, Laterina, Loro Ciuffenna, Talla, Terranuova Bracciolini.

## Demografia
| Variação demográfica do município entre 1861 e 2011                               |
|                                                                                   |
| Fonte: Istituto Nazionale di Statistica (ISTAT) - Elaboração gráfica da Wikipedia |